# Salmanasar IV
Salmanasar IV, rey de Asiria (782 a. C. - 773 a. C.).
Hijo y sucesor de Adad-nirari III. A partir de 780 a. C. estuvo en guerra constante contra Urartu, contra cuyo rey Argishti I realizó cinco campañas. Gracias a la habilidad de los generales Shamshi-ilu y Pan-Ashshur-lamur, gobernador de Assur, se consiguió contener el poderío urarteo. Shamsi-ilu era el lugarteniente en jefe del ejército, y la verdadera autoridad del reino, que conservó durante los dos reinados siguientes. Es la persona que dirigió la lucha contra Urartu, como atestigua una inscripción sobre los toros que adornan la entrada de su palacio en Til-Barsip. El hecho de que no mencione en ella a su soberano subraya su poder y la debilidad del poder real
Hacia 775 a. C., Salmanasar IV emprendió campañas contra Damasco y la Montaña de los Cedros, y se aseguró el control de los impuestos en la zona palestina, si bien estas expediciones parecen no haber sido más que incursiones periódicas.
Le sucedió su hermano Assur-dan III.